# Gaspard Glanz
Gaspard Glanz (Estrasburgo, 22 de abril de 1987) es un periodista reportero de imágenes francés.

## Biografía

### Trayectoria profesional
Gaspard Glanz es el fundador en 2011 del sitio de noticias Taranis News, en el que cubre en particular las noticias de los movimientos sociales, lo que él llama "street journalism".
Filmó y fotografió especialmente en la ZAD de Sivens y Notre-Dame-des-Landes, la jungla de Calais, París durante manifestaciones contra la ley El Khomri, el movimiento Nuit debout o las manifestaciones de los chalecos amarillos.
Sus detractores cuestionan su calidad de periodista, en particular por el hecho de que no tiene una tarjeta de prensa, aunque no es una condición obligatoria para ser considerado como tal en Francia.